# Gediminas Truskauskas
Gediminas Truskauskas (* 2. Januar 1998 in Vilnius) ist ein litauischer Leichtathlet, der sich auf den Sprint spezialisiert hat. Aktuell ist er Inhaber des Landesrekordes im 200-Meter-Lauf.

## Sportliche Laufbahn
Erste internationale Erfahrungen sammelte Gediminas Truskauskas im Jahr 2017, als er bei den U20-Europameisterschaften in Grosseto im 400-Meter-Lauf mit 47,91 s im Halbfinale ausschied. Im Jahr darauf nahm er im 200-Meter-Lauf an den Europameisterschaften in Berlin teil, scheiterte dort aber mit 21,11 s in der ersten Runde. 2019 erreichte er bei den U23-Europameisterschaften in Gävle über 200 Meter das Halbfinale, in dem er mit 21,47 s ausschied. 2021 startete er im 60-Meter-Lauf bei den Halleneuropameisterschaften in Toruń, schied dort aber mit 6,80 s in der ersten Runde aus. Anfang Juni verbesserte er in Eisenstadt den litauischen Rekord über 200 m auf 20,48 s und qualifizierte sie damit über die Weltrangliste für die Olympischen Spiele in Tokio, bei denen er mit 21,02 s in der ersten Runde ausschied. Im Jahr darauf schied er dann bei den Weltmeisterschaften in München mit 21,05 s im Halbfinale aus. 2023 wurde er bei der 2. Liga der Team-Europameisterschaft im Rahmen der Europaspiele in Chorzów in 20,60 s Zweiter und gelangte mit der 4-mal-100-Meter-Staffel mit 40,10 s auf Rang sechs. Im August schied er dann bei den Weltmeisterschaften in Budapest mit 20,90 s in der ersten Runde über 200 Meter aus. Im Jahr darauf schied er bei den Europameisterschaften in Rom mit 20,86 s im Halbfinale über 200 Meter aus.
In den Jahren von 2018 bis 2023 wurde Truskauskas litauischer Meister im 200-Meter-Lauf sowie 2020 und 2022 auch im 100-Meter-Lauf und 2023 in der 4-mal-100-Meter-Staffel. In der Halle siegte er von 2019 bis 2023 über 60 Meter sowie 2024 über 200 Meter und 2017 über 400 Meter.

## Persönliche Bestzeiten
- 100 Meter: 10,33 s (+1,6 m/s), 9. Juni 2021 in Eisenstadt
  - 60 Meter (Halle): 6,71 s, 28. Januar 2023 in Vilnius
- 200 Meter: 20,48 s (+1,9 m/s), 9. Juni 2021 in Eisenstadt (litauischer Rekord)
  - 200 Meter (Halle): 21,09 s, 10. Februar 2024 in Bærum
- 400 Meter: 47,65 s, 20. Juli 2017 in Grosseto
  - 400 Meter (Halle): 49,55 s, 17. Februar 2017 in Klaipėda